# Конференц-система

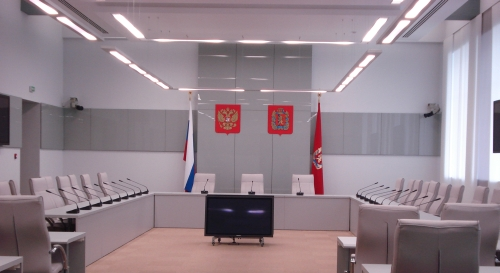
Система конференц-связи DIS в зале заседаний правительства Красноярского края

Конференц-система (конгресс-система, дискуссионная система) — это комплект аудиооборудования, состоящий из центрального блока, нескольких дискуссионных пультов и обеспечивающий определённый набор функциональности для проведения конференций, съездов, заседаний, слушаний, пресс-конференций и других помещениях, в которых проводятся дискуссии. Дискуссионные пульты располагаются на столах участников заседания и, как правило, последовательно соединены друг с другом кабелем в цепочку. Центральный блок системы как правило снабжён интерфейсом системам звукоусиления и PA.
Крупнейшие в России конференц-системы (на несколько сотен участников) установлены, например, в Государственной думе, Центре международной торговли в Москве и т. п.

## Виды конференц-систем

### Проводные конференц-системы
Проводные — самый распространённый тип систем конференц-связи. Передача аудиопотоков и потоков управления между микрофонными пультами и центральным оборудованием в таких системах осуществляется по кабелям. Проводные системы подразделяются на:

#### Аналоговые конференц-системы
Аналоговые конференц-системы используют передачу звука в аналоговом виде. Они имеют ограниченные функциональные возможности, поэтому их относят к системам начального уровня и используют для простых дискуссий. Главное преимущество аналоговых систем — более низкая цена (по сравнению с цифровыми системами).
Недостатки:
- ограниченные функциональные возможности (по сравнению с цифровыми системами);
- невысокое качество звука (по сравнению с цифровыми системами);
- ограниченная интеграция с внешними системами управления (не подходят для сложных инсталляций);
- ограничение на максимальные длины кабелей (так как передача ведётся в аналоговом виде);
- необходимо использование фирменного (недешёвого) кабеля.

#### Цифровые конференц-системы
Цифровые конференц-системы используют передачу звука в цифровом виде. Благодаря переходу «на цифру» эти системы лишены практически всех недостатков аналоговых конференц-систем.
Достоинства:
- высокое качество звука;
- широкий (неограниченно наращиваемый) функционал;
- полная интеграция с внешними системами управления и ПК.

Недостатки:
- более высокая цена (по сравнению с аналоговыми системами);
- необходимы фирменные (недешёвые) кабели;
- возможно ограничение на количество одновременно работающих микрофонов

Некоторые конференц-системы, например, DIS, SAMY или Televic используют стандартный Ethernet кабель 5-категории.
Важнейшее «потребительское» отличие цифровых конференц-систем от большинства аналоговых заключается в том, что они способны передавать дополнительную информацию на микрофонные пульты, например, повестку дня, ФИО и фото докладчика, результаты голосований и т. п.
Цифровые конференц-системы подходят для самых сложных инсталляций. Например, когда в конференц-зале необходимо обеспечить тесную интеграцию множества внешних систем (системы видеосвязи и видеоконференцсвязи, системы озвучивания, управления освещением и другие). И, например, реализовать такие функции как автоматическое наведение видеокамеры на выступающего участника, вывод результатов голосования на внешние дисплеи и т. п.

### Беспроводные конференц-системы

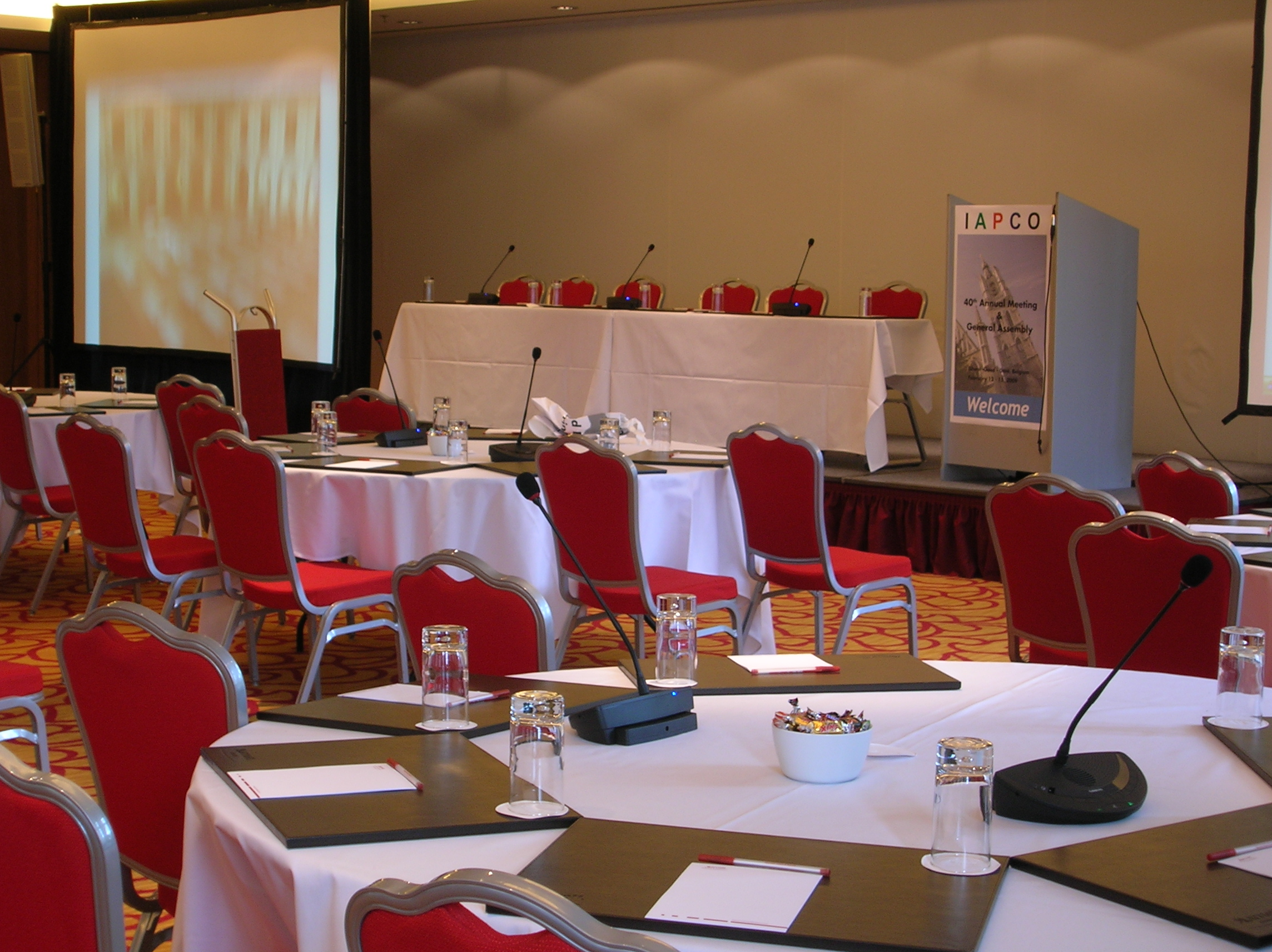
Беспроводная конференц-система Televic Confidea

Беспроводные конференц-системы используют для передачи голоса ИК-связь или радиоканал.
Беспроводные конференц-системы используются:
- для быстрого оснащения конференц-залов (например, в полевых условиях);
- для оснащения залов, в которых инсталляция проводных систем невозможна (например, зал имеет историческую ценность);
- в случае когда одна одна конференц-система используется поочерёдно в нескольких залах (провели конференцию в одном зале, перенесли оборудование в другое).

Достоинства:
- мобильность (быстро развёртывается и также быстро собирается);
- не требует длительной дорогостоящей инсталляции (необходимо только расставить беспроводные микрофонные пульты по рабочим местам).

Недостатки:
- высокая цена (по сравнению с проводными системами);
- ограниченная ёмкость конференций;
- плохая помехозащищённость;
- требуется обслуживание аккумуляторных батарей.

Микрофонные пульты и центральное оборудование беспроводных конференц-систем имеют встроенные аккумуляторы. Зарядка аккумуляторов (пультов) производится в специальных кейсах.

### Мультимедийные конференц-системы
Пульты мультимедийных конференц-систем имеют встроенный touch-экран с разрешением до Full HD. С помощью пульта можно не только усиливать свою речь, но и просматривать медиафайлы, работать с документами, выходить в интернет, а также интерактивно управлять ходом мероприятия. 

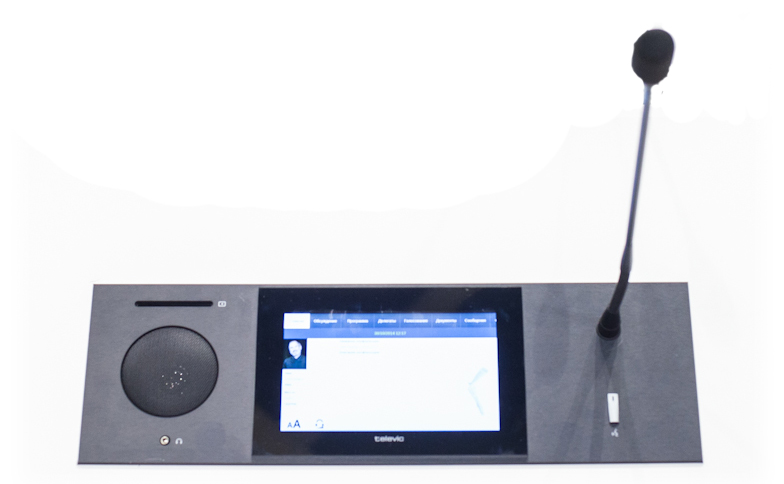
Televic Unicos

Мультимедийные пульты могут быть врезные (Televic) и настольные (Bosch, Taiden).
Данные системы могут иметь широкий функционал, используемый в зависимости от задач пользователя, например: голосование, синхронный перевод, работа с базами данных делегатов и электронными документами и т.п. Некоторые системы построены на открытой операционной системе (Bosch, Taiden), некоторые на закрытой (Televic). В первом случае это позволяет установщикам системы разработать при необходимости индивидуальный софт под собственные задачи, во втором случае - даёт пользователю большую уверенность в стабильности работы системы и её длительной технической поддержке (так как и за программную и за аппаратную часть работы системы отвечает производитель).
Так как функционал мультимедийных систем разных производителей может очень сильно отличаться, и производится постоянная модернизация этих систем, то сравнение даёт лишь общую информацию в период проведения теста.

## Основные элементы

### Микрофонный пульт
Микрофонный пульт предназначен для того, чтобы участники конференции могли выступать и принимать участие в дискуссиях, не покидая своих мест в конференц-зале. Микрофонные пульты устанавливаются на рабочих местах.
Микрофонный пульт обычно имеет:
- микрофон для выступлений (обычно съёмный, на гибкой шее);
- громкоговоритель (через который транслируется голос выступающего участника). Следует понимать, что с помощью встроенных в микрофонный пульт громкоговорителей невозможно озвучить конференц-зал; Он немного улучшает разборчивость речи.
- кнопки управления (различаются в зависимости от модификации пульта);
- разъём для подключения наушников;
- механизм регистрации участников по электронным картам;
- индикация режимов работы, регистрации и результатов голосования.

Микрофонные пульты существуют в настольном и врезном исполнении.

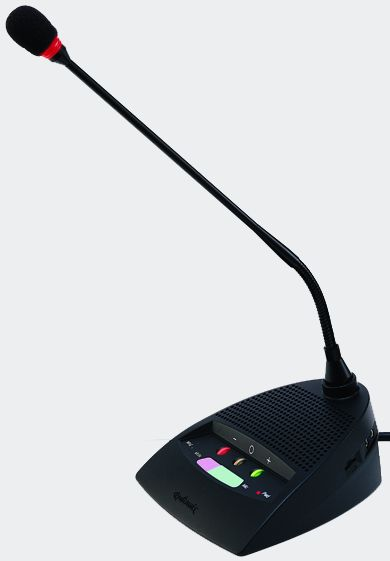
Микрофонный пульт Realtronix
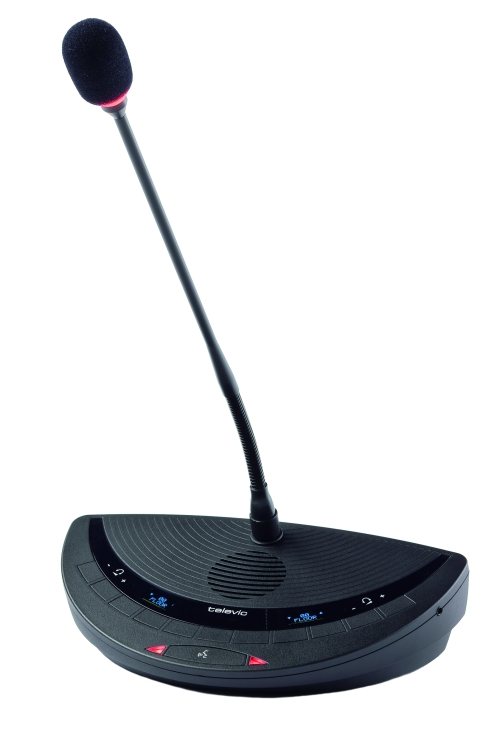
Беспроводной микрофонный пульт Televic
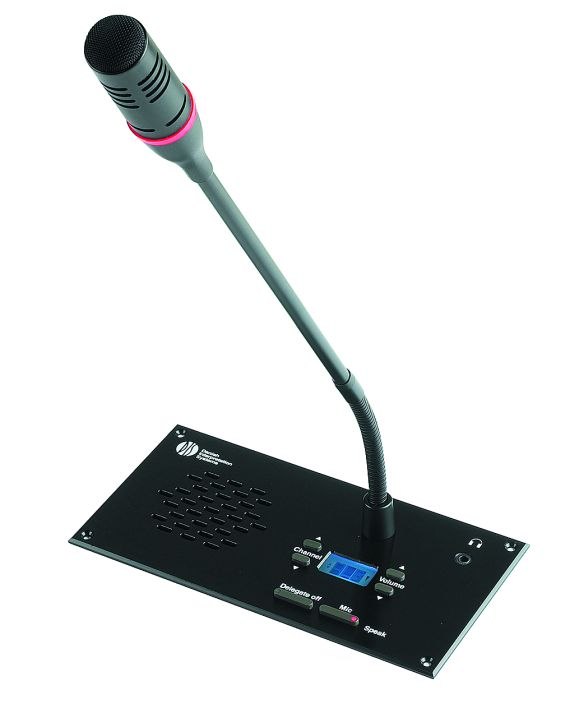
Врезной микрофонный пульт DIS
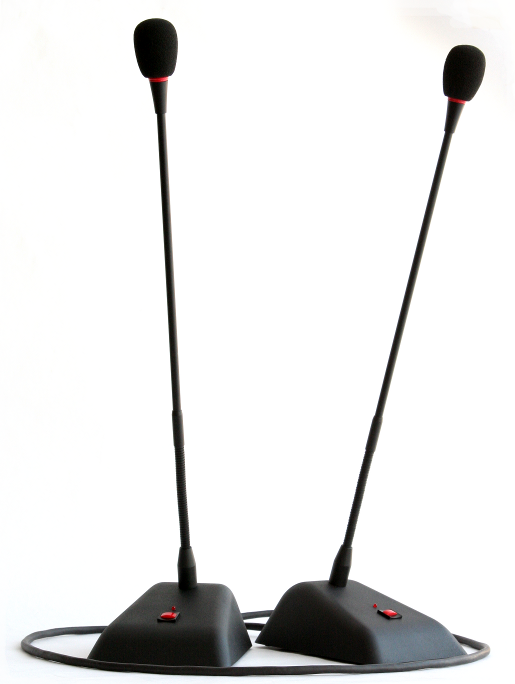
Микрофонные пульты конференц-системы SAMY-CS

#### Модификации микрофонного пульта
Различают микрофонный пульт председателя (ведущего конференции) и делегата (участника конференции).

##### Микрофонный пульт делегата
Устанавливается на рабочих местах делегатов, сидящих в зале. Пульт делегата обычно имеет следующие органы управления:
- кнопки включения/отключения микрофона;
- кнопки для участия в голосовании;
- кнопка «Прошу слова» (нажимается, если делегат хочет выступить);
- селектор каналов (для выбора языка перевода)

и др.

##### Микрофонный пульт председателя
Устанавливается на рабочем месте председателя собрания и членов президиума (обычно они сидят лицом к делегатам). Микрофонный пульт председателя отличается от делегатского тем, что имеет функции управления конференциями (например, позволяет председателю перехватить слово, отключив микрофоны всех остальных делегатов; запустить голосование и т. п.). Существуют системы, в которых нет специального микрофонного пульта председателя и рядом с обычным пультом устанавливают центральный блок управления.

### Центральное оборудование

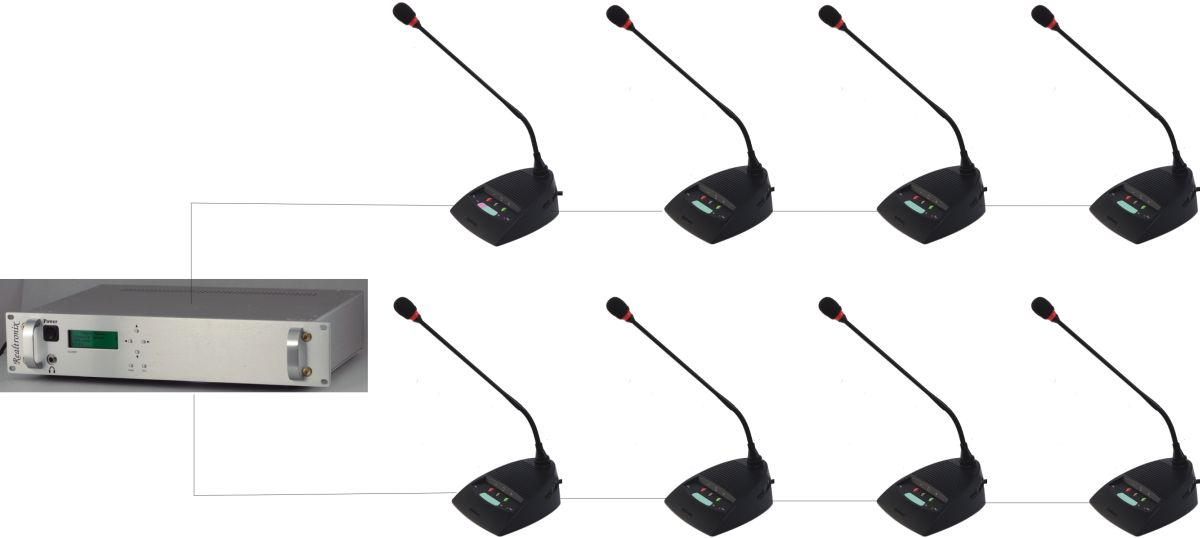
Центральное оборудование Realtronix

Как правило центральное оборудование выполнено в виде единого блока, предназначенного для настройки системы и управление ходом конференции. В некоторых системах его устанавливают на столе около председателя.
Основная характеристика центрального оборудования — максимальное число поддерживаемых микрофонных пультов (ёмкость). Увеличение ёмкости центрального оборудования часто возможно программным путём (например, с помощью дополнительно приобретаемой лицензии).
Основные возможности:
- установка различных режимов проведения дискуссий (различные режимы предоставления слова выступающим, максимальное число одновременно активных микрофонов и т. п.);
- управление микрофонными пультами (дистанционное включение/выключение микрофонных пультов; активация различных функций микрофонных пультов, например, автовыключение; передача на микрофонные пульты с дисплеями различной информации и т. п.);
- управление голосованием (сбор данных от всех пультов и выдача результатов);
- управление синхронным переводом (установка количества и выбор каналов синхроперевода, управление пультами синхропереводчиков и т. п.);
- интерфейс к системам звукоусиления и микшерным пультам;
- шифрование аудиопотоков (если требуется защита от злоумышленников);
- взаимодействие с системами видео-конференции (например направление камер на говорящего);
- коммутация с внешними системами управления (например, AMX, Crestron и др.);
- подавление акустической обратной связи;
- протоколирование аудиоинформации;
- в развитых системах возможно генерация и экспорт отчётов и протоколов заседания с результатами голосования.

Центральное оборудование может конфигурироваться и управляться автономно, так и с помощью ПК.
При необходимости подключения к конференции удалённого абонента по телефонной линии, наличия в конференц-зале зрителей, журналистов и т. п. следует учитывать необходимость целого комплекса дополнительного оборудования, что существенно влияет на бюджет.

### Система синхронного перевода (система синхроперевода)
С помощью этой системы синхронный перевод речи выступающего докладчика транслируется на разных языках от переводчиков к участникам конференции.
Если система синхроперевода интегрирована с конференц-системой, то распределением звука (синхронного перевода на разных языках) занимается центральное оборудование. Чтобы услышать перевод выступления на том или ином языке участник конференции выбирает селектором на микрофонном пульте номер нужного канала синхроперевода. Звук, идущий через громкоговоритель, встроенный в микрофонный пульт, всегда транслируется на языке выступающего. Поэтому участники конференции для прослушивания перевода используют наушники, которые подключаются к микрофонному пульту.
Система синхроперевода может быть и самостоятельной. Как правило такие системы используют для передачи перевода (ИК- или радиосвязь). При прослушивании синхроперевода выступления участники конференции используют персональные приёмники с наушниками. Выбор языка синхронного перевода осуществляется кнопкой смены каналов на приёмнике.

## Режимы работы
- Автономный режим
- Режим запроса на выступление
- Режим прерывания

### Управление ходом конференции
Функции голосования, регистрации участников требуют наличия компьютера и оператора, следящего за ходом конференции и отслеживающего результаты голосования и зарегистрировавшихся участников. Данные функции, если они необходимы, лучше предусмотреть при покупке системы, так как для их последующего приобретения понадобится замена всех микрофонных пультов конференц-системы.